# Joseph-Benoît Suvée
Joseph-Benoît Suvée  (* 3. Januar 1743 in Brügge; † 9. Februar 1807) war ein flämischer Maler.

## Leben
Suvée war in jungen Jahren ein Schüler des flämischen Malers Matthias de Visch. Mit 19 Jahren kam er nach Paris, wo er die Malerei bei Jean-Jacques Bachelier vertiefte. 1771 gewann er den Prix de Rome und ging für weitere Studien nach Rom an die Académie de France à Rome, wo er von 1772 bis 1778 lebte. Danach kehrte er nach Paris zurück und eröffnete ein eigenes Künstlerstudio, wo junge Maler lernten. Eine seiner Schülerinnen war Constance Mayer. In Wettbewerb stand er zu dem Maler Jacques-Louis David.
Als Nachfolger von François-Guillaume Ménageot wurde er 1792 Direktor der Académie de France à Rome, die er bis 1807 leitete. Ihm folgte im Amt 1807 Pierre-Adrien Pâris. Zeitweilig war er in jener Zeit im Gefängnis Saint-Lazare in Paris inhaftiert.

## Werke (Auswahl)
- Achilleus den Kopf von Hektor zeigend vor den Füssen des Körpers von Patroklos, (1769, Louvre)
- Cornelia, Mutter der Gracchen, (1795, Louvre)

## Galerie (Auswahl)

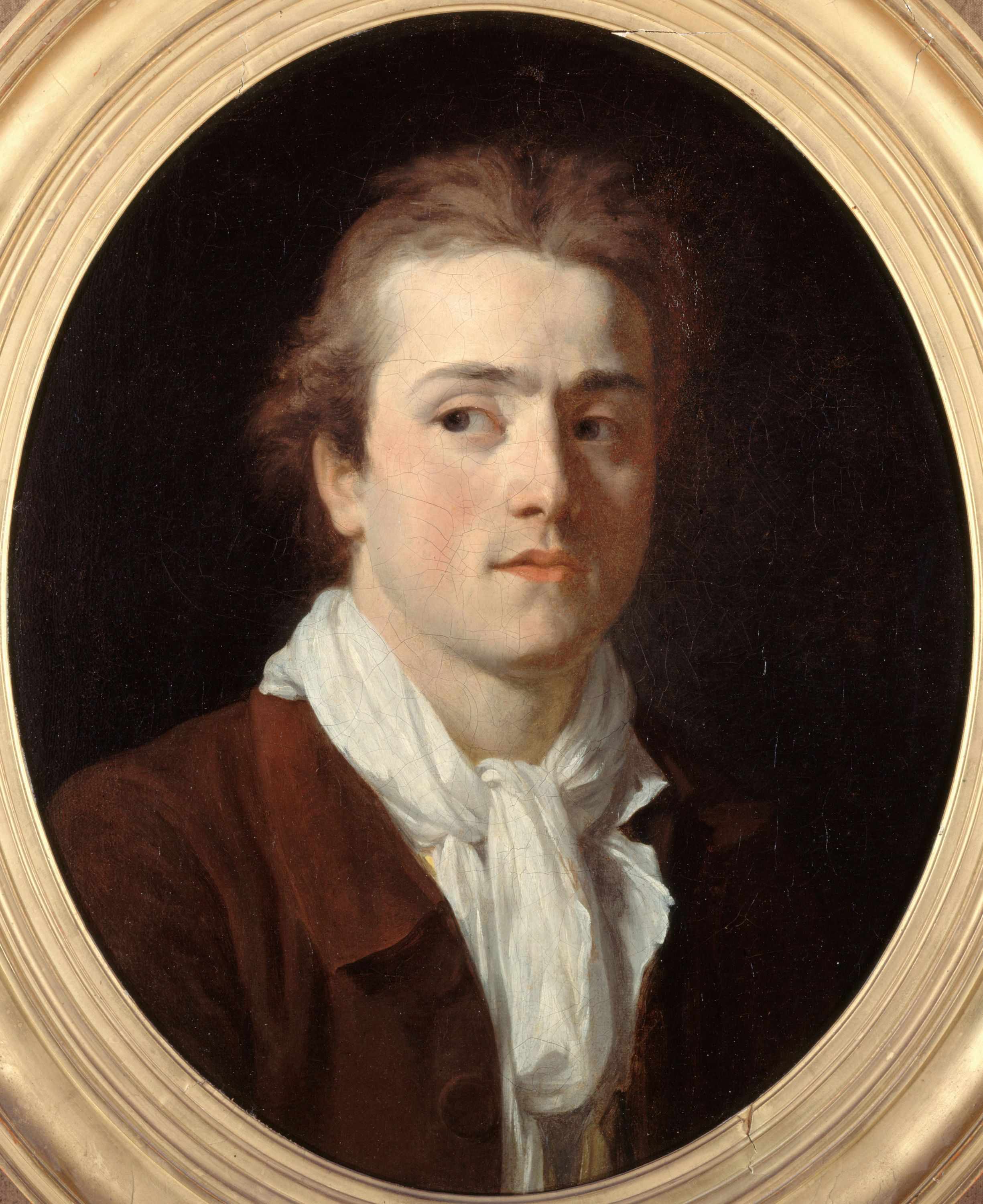
Porträt von Paul-Guillaume Lemoine, etwa 1778
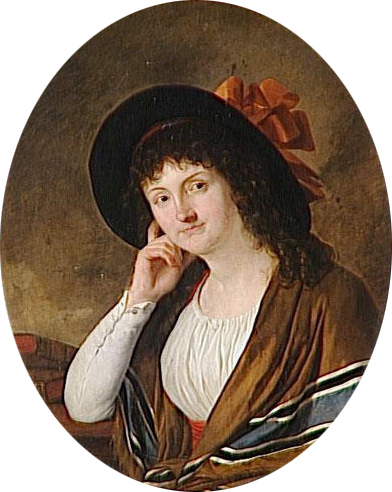
La Comtesse Clément de Ris, etwa 1795
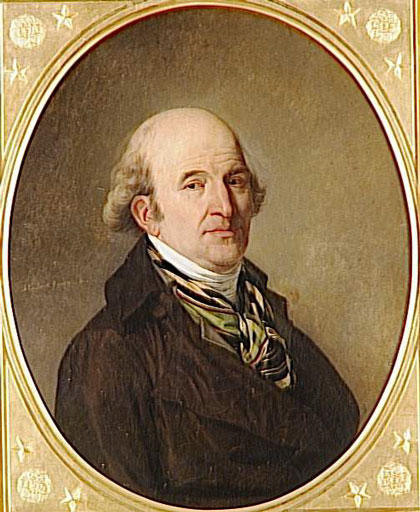
Dominique Clément de Ris, etwa 1795
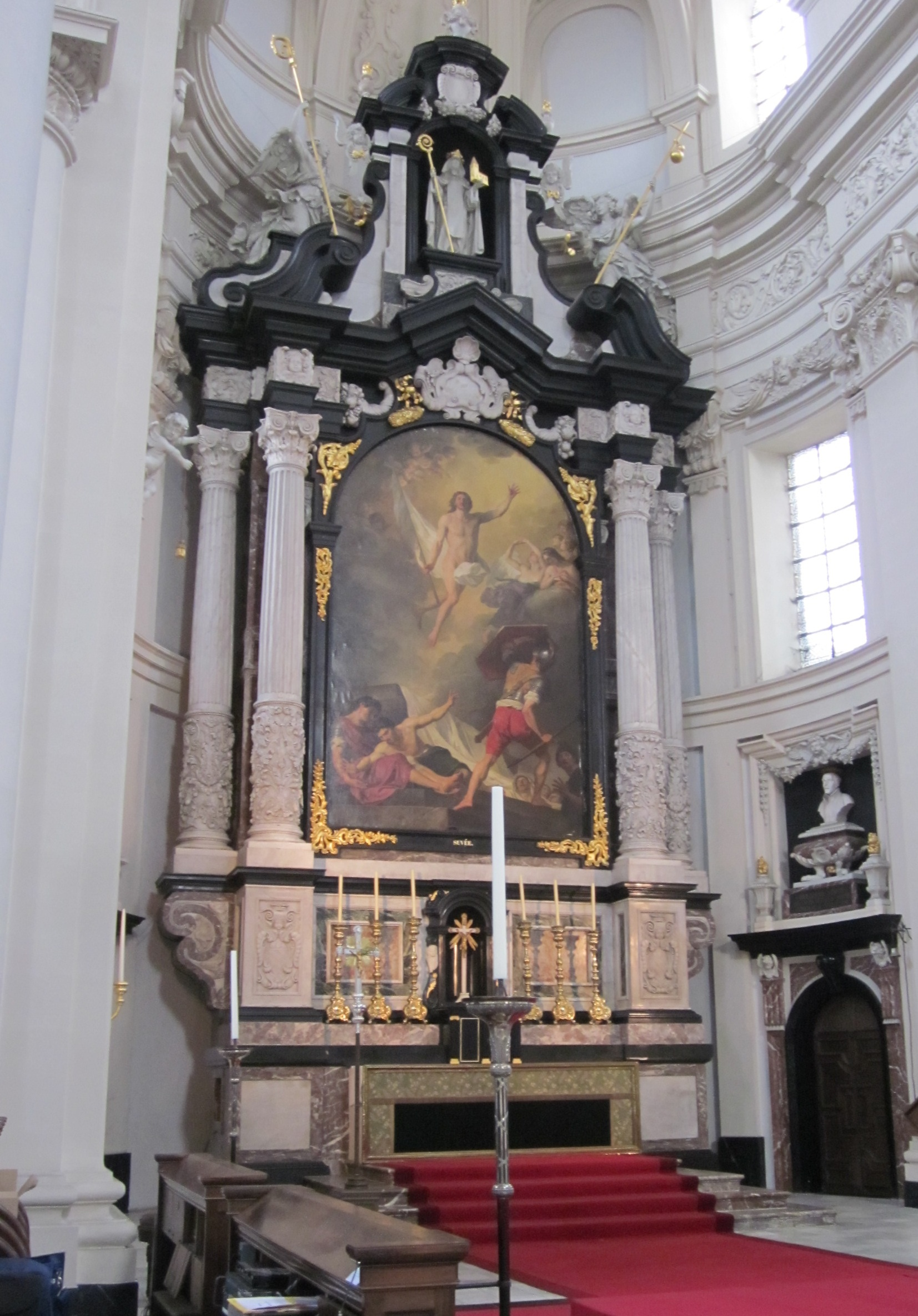
Die Auferstehung, Brügge, in der Kirche Sankt Walburga, 1783
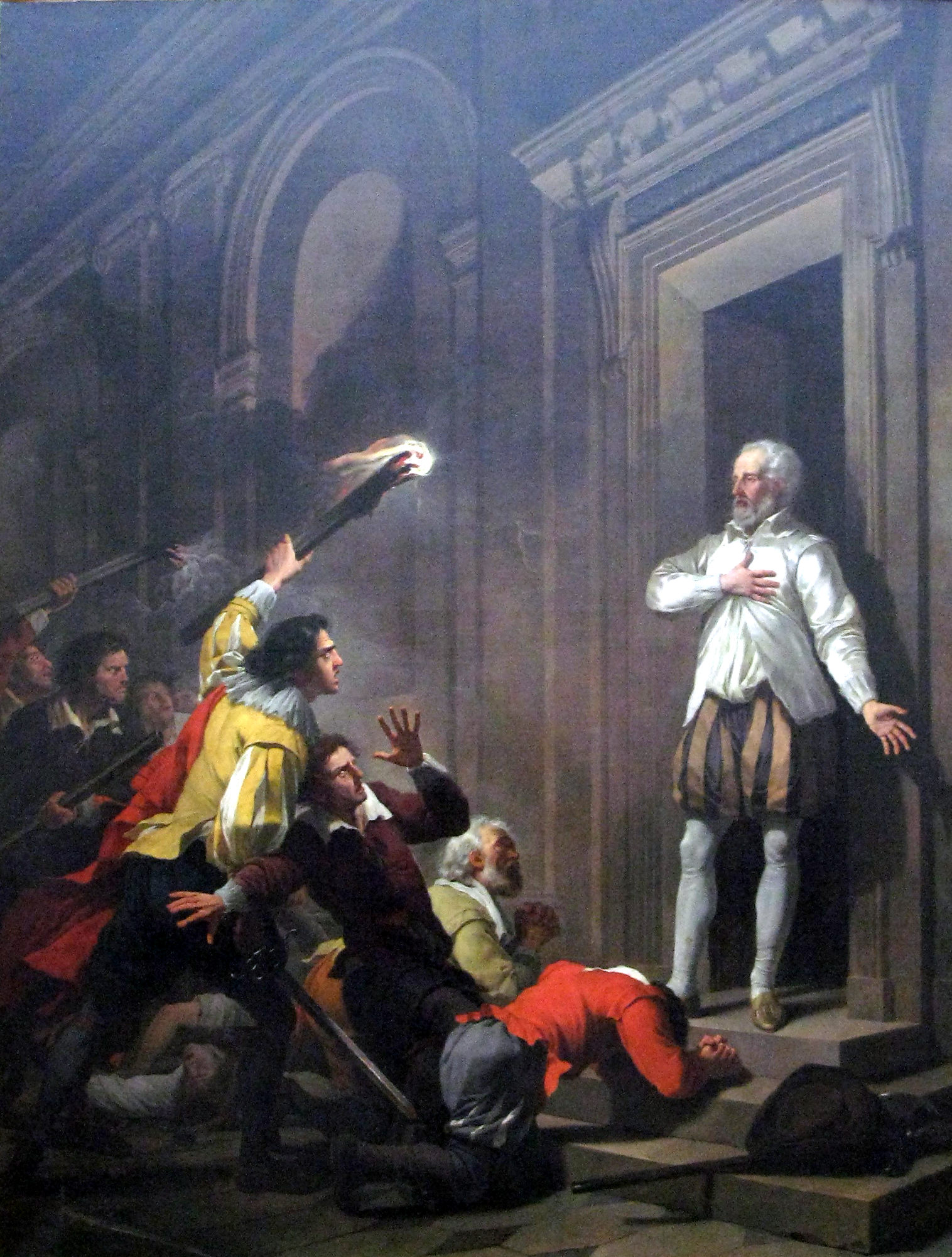
Coligny beeindruckt seine Mörder, 1787
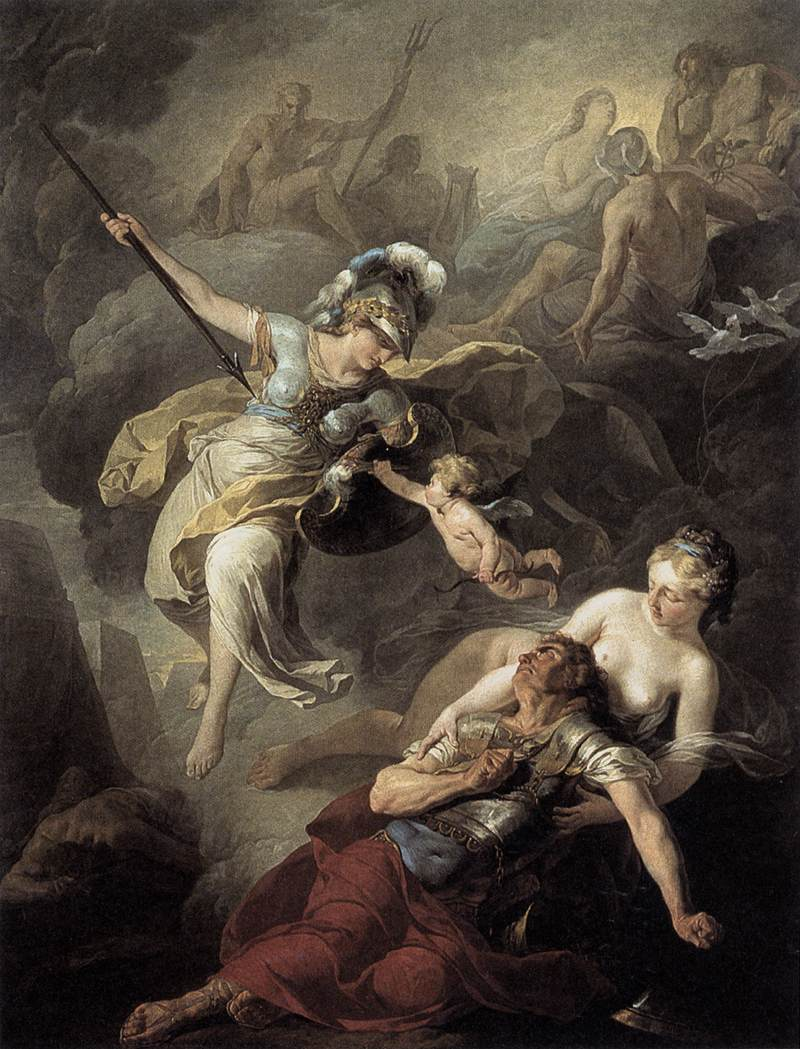
Der Kampf von Mars und Minerva
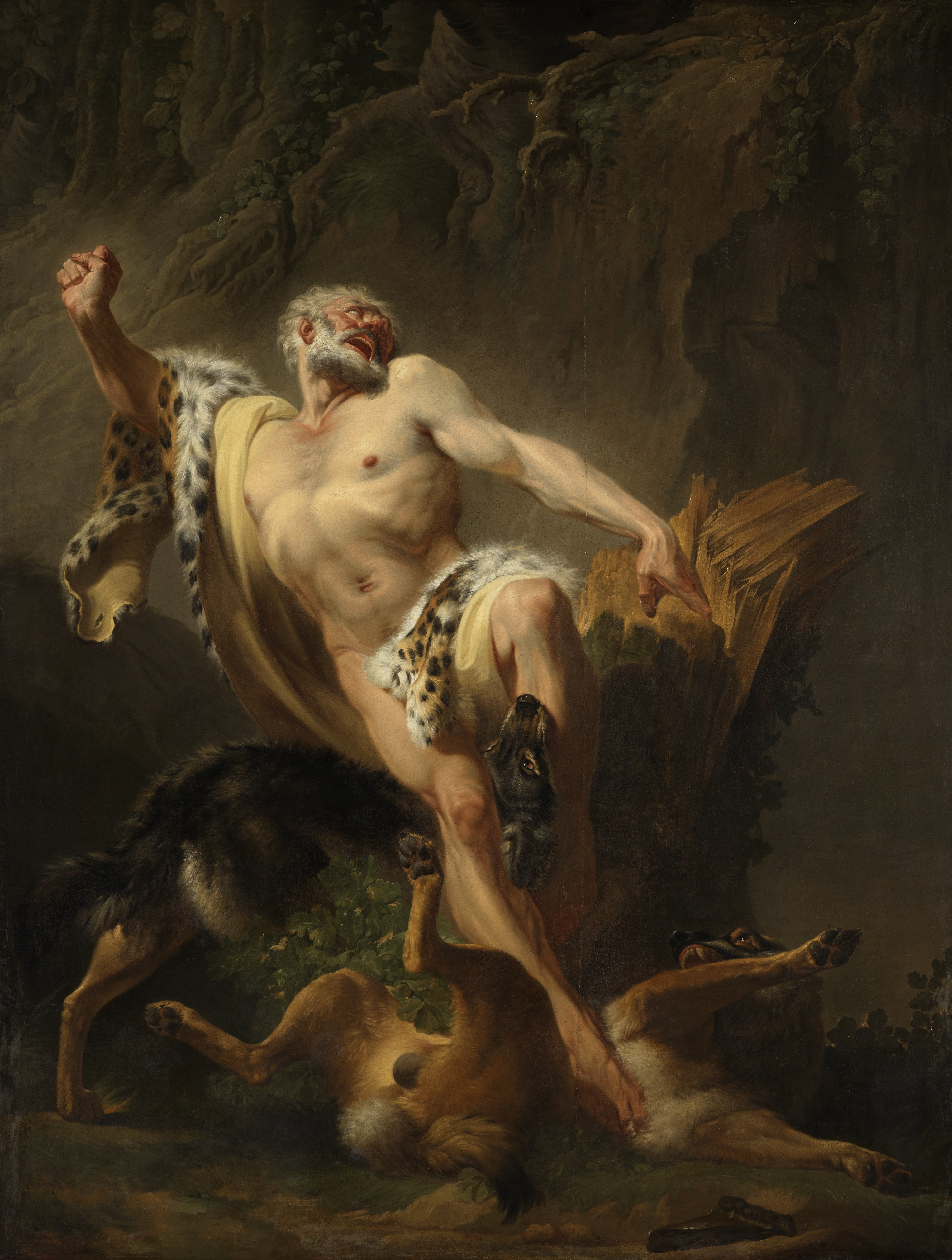
Milon von Kroton, 1763
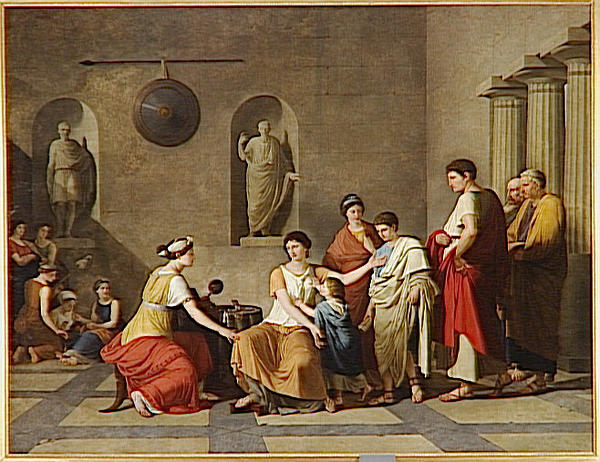
Cornelia, Mutter der Gracchen, 1795
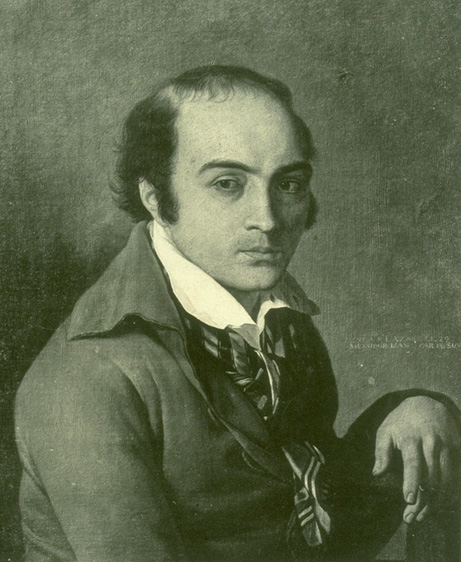
André Chenier
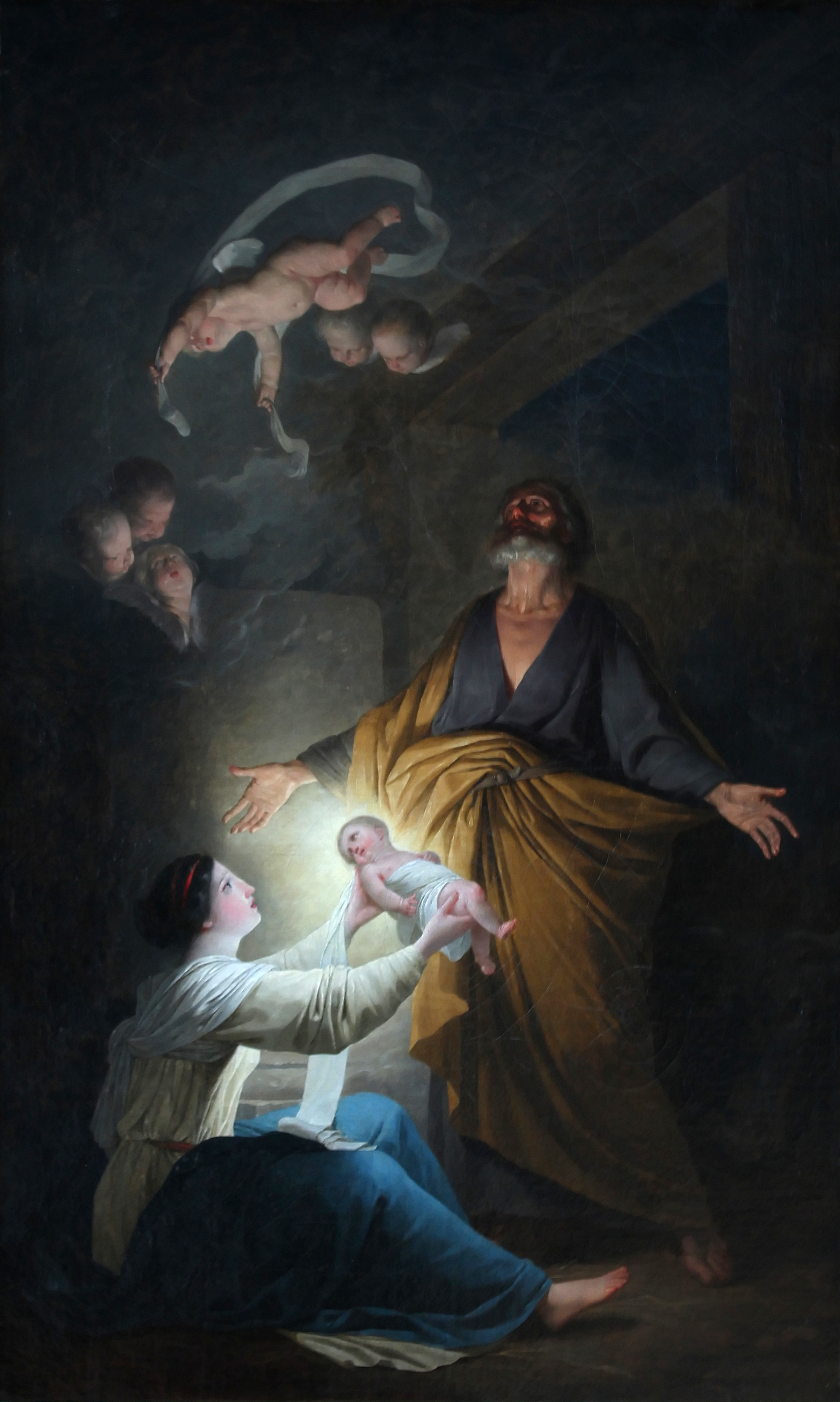
Die Heilige Familie mit dem Kinde, um 1785–1791
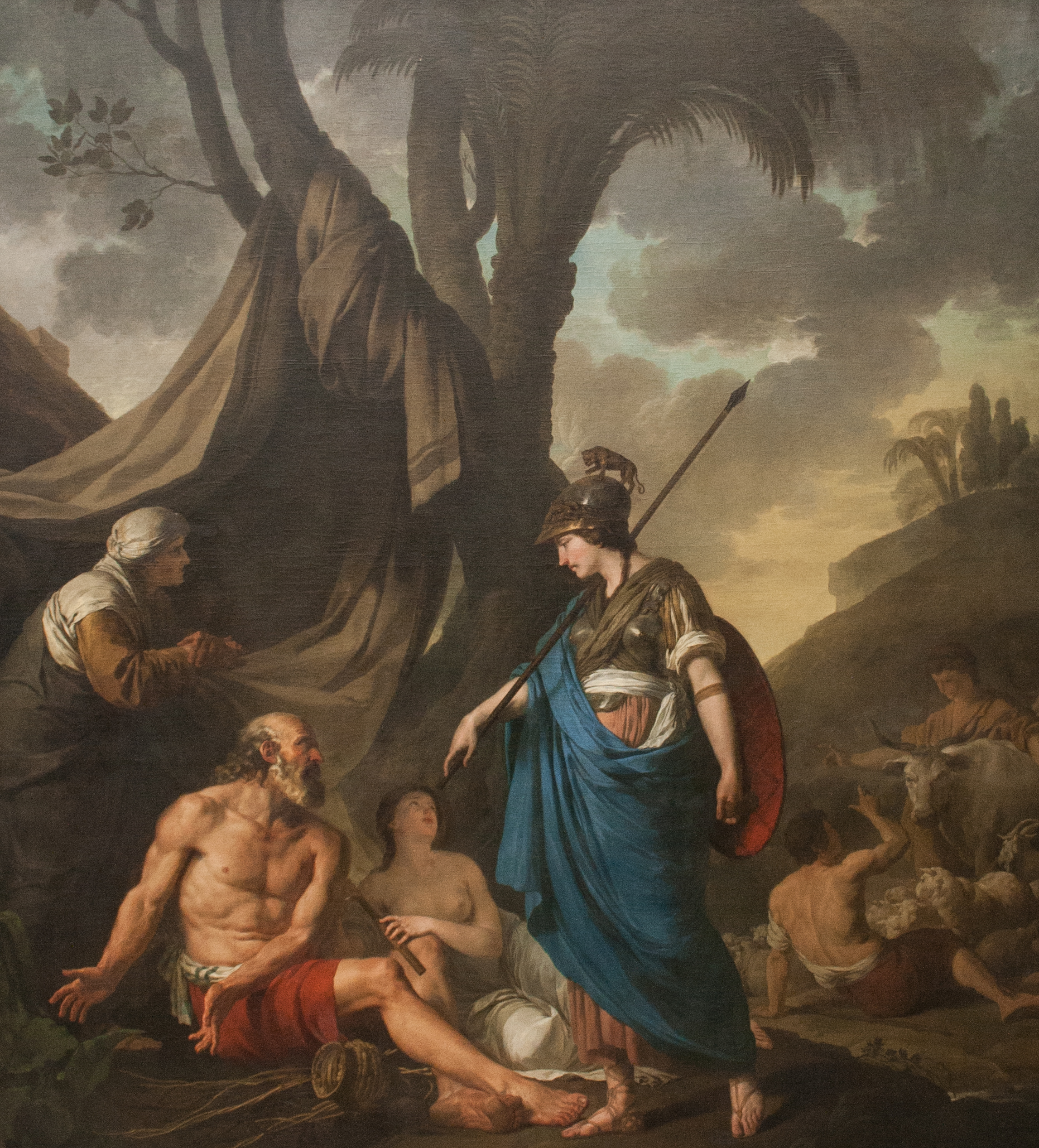
Erminia und die Schafhirten
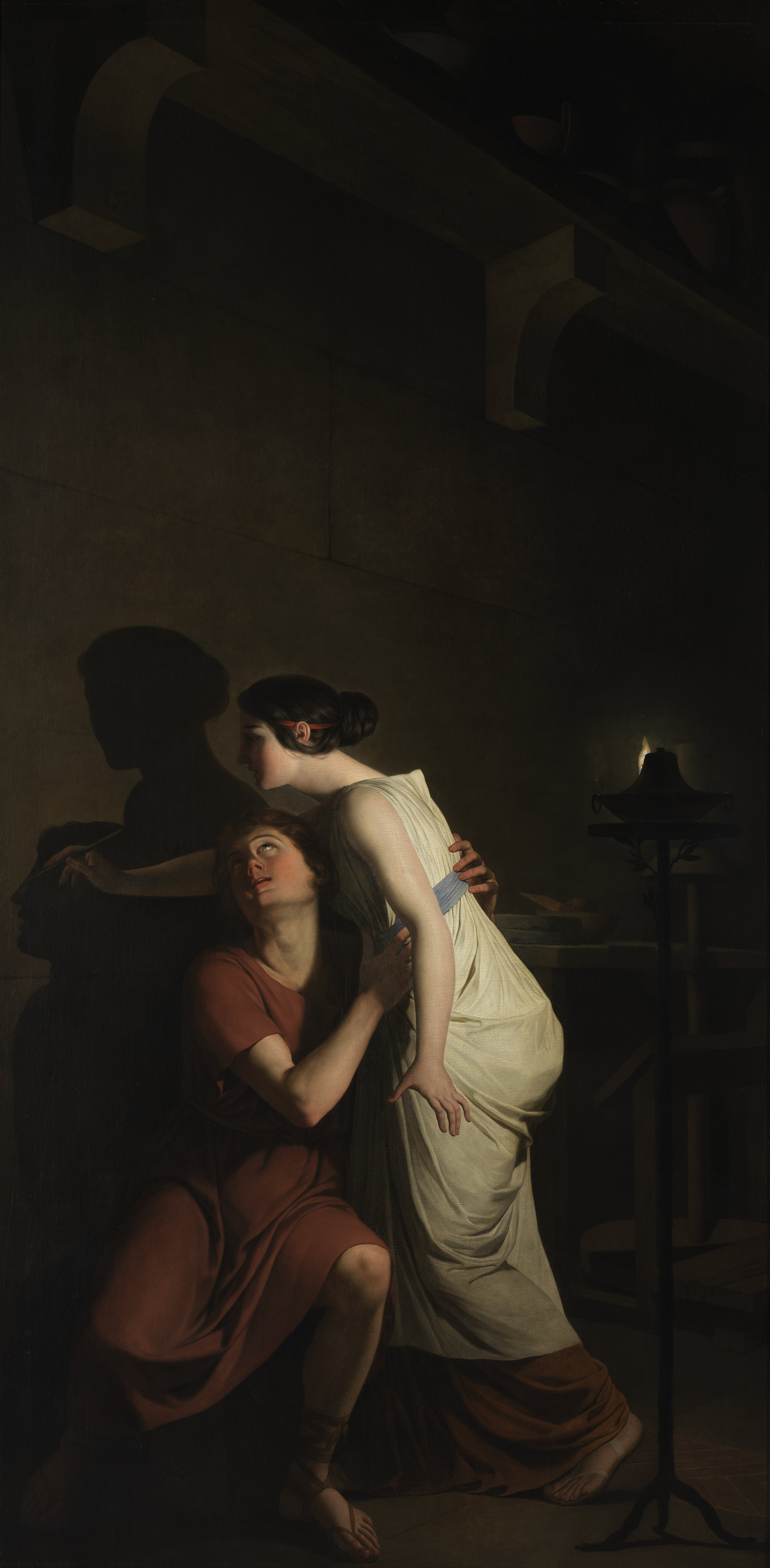
Die Erfindung der Zeichenkunst, 1791, Groeningemuseum, Brügge